# Zone climatice de rezistență a plantelor la frig

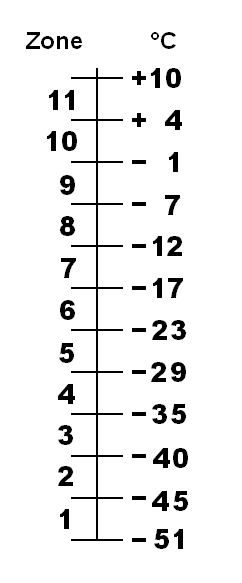
Scară temperaturii zonelor climatice de rezistență a plantelor la frig, arătând media anuală 'minimă a temperaturii în grade Celsius

O zonă climatică de rezistență a plantelor la frig (o subcategorie a zonării verticale) este o zonă definită geografic, în care o anumită categorie de plante este capabilă de creștere, așa cum sunt definite de condițiile climatice, inclusiv capacitatea acestora de a rezista temperaturilor minime ale zonei (vezi scara din dreapta sau din tabelul de mai jos). Spre exemplu, o plantă care este descrisă ca "rezistentă la zona 10" înseamnă că planta poate rezista la o temperatură minimă de -1 °C (30 °F). O plantă mai rezistentă, care este "rezistentă la zona 9" poate tolera o temperatură minimă de -7 °C (19 °F). Elaborat mai întîi pentru Statele Unite ale Americii de către Departamentul de Agricultură (USDA), utilizarea zonelor a fost adoptată și de către alte națiuni.

## Zonele climatice de rezistență a plantelor la frig elaborat de USDA
| Zonă | Zonă | De la               | Până la             |
| 0    | a    | < −53.9 °C (−65 °F) | < −53.9 °C (−65 °F) |
| 0    | b    | −53.9 °C (−65 °F)   | −51.1 °C (−60 °F)   |
| 1    | a    | −51.1 °C (−60 °F)   | −48.3 °C (−55 °F)   |
| 1    | b    | −48.3 °C (−55 °F)   | −45.6 °C (−50 °F)   |
| 2    | a    | −45.6 °C (−50 °F)   | −42.8 °C (−45 °F)   |
| 2    | b    | −42.8 °C (−45 °F)   | −40 °C (−40 °F)     |
| 3    | a    | −40 °C (−40 °F)     | −37.2 °C (−35 °F)   |
| 3    | b    | −37.2 °C (−35 °F)   | −34.4 °C (−30 °F)   |
| 4    | a    | −34.4 °C (−30 °F)   | −31.7 °C (−25 °F)   |
| 4    | b    | −31.7 °C (−25 °F)   | −28.9 °C (−20 °F)   |
| 5    | a    | −28.9 °C (−20 °F)   | −26.1 °C (−15 °F)   |
| 5    | b    | −26.1 °C (−15 °F)   | −23.3 °C (−10 °F)   |
| 6    | a    | −23.3 °C (−10 °F)   | −20.6 °C (−5 °F)    |
| 6    | b    | −20.6 °C (−5 °F)    | −17.8 °C (0 °F)     |
| 7    | a    | −17.8 °C (0 °F)     | −15 °C (5 °F)       |
| 7    | b    | −15 °C (5 °F)       | −12.2 °C (10 °F)    |
| 8    | a    | −12.2 °C (10 °F)    | −9.4 °C (15 °F)     |
| 8    | b    | −9.4 °C (15 °F)     | −6.7 °C (20 °F)     |
| 9    | a    | −6.7 °C (20 °F)     | −3.9 °C (25 °F)     |
| 9    | b    | −3.9 °C (25 °F)     | −1.1 °C (30 °F)     |
| 10   | a    | −1.1 °C (30 °F)     | +1.7 °C (35 °F)     |
| 10   | b    | +1.7 °C (35 °F)     | +4.4 °C (40 °F)     |
| 11   | a    | +4.4 °C (40 °F)     | +7.2 °C (45 °F)     |
| 11   | b    | +7.2 °C (45 °F)     | +10 °C (50 °F)      |
| 12   | a    | +10 °C (50 °F)      | +12.8 °C (55 °F)    |
| 12   | b    | > +12.8 °C (55 °F)  | > +12.8 °C (55 °F)  |

### Sistemul RHS în Europa
Societatea Regală de Horticultură (RHS) din Marea Britanie utilizează un sistem propriu de clasificare a rezistenței plantelor la frig, bazat pe temperatura minimă absolută înregistrată într-o regiune pe parcursul unui interval de aproximativ zece ani. Acest sistem împarte Europa în nouă zone, de la H1a (cea mai caldă) la H7 (cea mai rece), în funcție de cât de scăzută poate fi temperatura pe timp de iarnă. În general, cu cât numărul zonei este mai mare, cu atât climatul respectiv este mai rece, oferind grădinarilor un reper în alegerea plantelor adecvate.

### Avantaje și dezavantaje
Zonele climatice de rezistență a plantelor la frig sunt informative: extremele reci ale iernii sunt un factor determinant major pentru a stabilidacă o plantă poate fi cultivată în aer liber într-un anumit loc; cu toate acestea, zonele de rezistență elaborade de USDA au o serie de dezavantaje dacă se utilizează fără informații suplimentare. Zonele nu includ nivelurile de căldură de vară în stabilirea zonei; astfel, locuri care ar putea avea aceeași minimă medie iarna, dar  temperaturi semnificativ diferite vara, i se va acorda aceeași zonă de rezistență. 
Un exemplu extrem al acestui fenomen se poate vedea atunci când se compară Insulele Shetland și sudul statului Alabama, ambele fiind în limita zonelor 8 și 9 și împărtășesc aceeași minimă iarna, dar nimic altceva în climatele lor. În timpul verii, climatul subtropical umed din Alabama este de aproximativ cu 20 °C mai cald decât climatul temperat maritim din Shetland, și există doar câteva plante similare care pot fi cultivate în ambele locații. Datorită climei sale maritime, Marea Britanie este în zona de caldură AHS 2 (având de la 1 până la 8 zile cu temperaturi peste de 30 °C sau 86 °F), în conformitate cu AHS (American Horticultural Society), în timp ce Alabama este în zonele 7-9 (de la 61 la 150 zile cu temperaturi peste 30 °C sau 86 °F). Utilizatorii trebuie să combine zona de rezistență a plantelor la frig cu zona de căldură pentru a obține o mai bună înțelegere a plantelor ce pot fi cultivate într-o anumită locație.
O altă problemă este faptul că zonele climatice de rezistență a plantelor la frig nu iau în considerare fiabilitatea stratului de zăpadă. Zapada acționează ca un izolator față de frigul extrem, protejând sistemul de rădăcini a plantelor în hibernare. În cazul în care stratul de zăpadă este de încredere, temperatura reală la care sunt expuse radacinile nu va fi la fel de scăzut dupa cum indică numărul zonei de rezistență. Ca exemplu, Quebec City din Canada este situat în zona 4, dar se poate baza pe o acoperire de zăpadă semnificativă în fiecare an, ceea ce face posibilă cultivarea plantelor evaluate în mod normal pentru zonele 5 sau 6. Dar, în Montreal, situat la sud-vest, în zona 5, este uneori dificil să cultive plante adaptate la zona din cauza stratului de zăpadă nesigur.
Alți factori care afectează supraviețuirea plantelor, deși nu sunt trecuți în zonele de rezistență sunt: umiditatea solului, umiditatea, numărul de zile de îngheț și, mai rar, riscul unui val de frig catastrofal. Evaluarea unor riscuri - probabilitatea de a avea temperaturi scăzute deosebit de severe - de multe ori ar fi mai utile decât doar condițiile de mediu.
În cele din urmă, multe plante pot supraviețui într-o localitate, dar nu vor înflori dacă lungimea zilei este insuficientă sau dacă au nevoie de vernalizare (o anumită durată de temperatură scăzută). La plantele anuale, în momentul plantării poate fi de multe ori ajustat pentru a le permite creșterea dincolo de intervalul geografic obișnuit a acestora.
O cale alternativă de a descrie rezistența plantelor la frig, este de a utiliza "indicatorul plantelor" (USDA a publicat de asemenea, o listă a acestora pentru a se potrivi cu harta zonelor de rezistență). În această metodă, se utilizează plante comune cu limite cunoscute pentru aria lor.
Cărțile de grădinărit de asemenea oferă mai multe informații cu privire la zonele climatice. De exemplu, Sunset Books (asociată cu revista Sunset) a publicat o serie de cărți ce despart zonele climatice mai marunt decât zonele USDA. Ei identifica 45 de zone distincte în SUA, care încorporează intervale de temperaturi în toate anotimpurile, precipitații, modele de vânt, altitudine, și lungimea și structura sezonului de creștere. 

## Zonele climatice de rezistență a plantelor la frig din Europa

### Marea Britanie și Irlanda

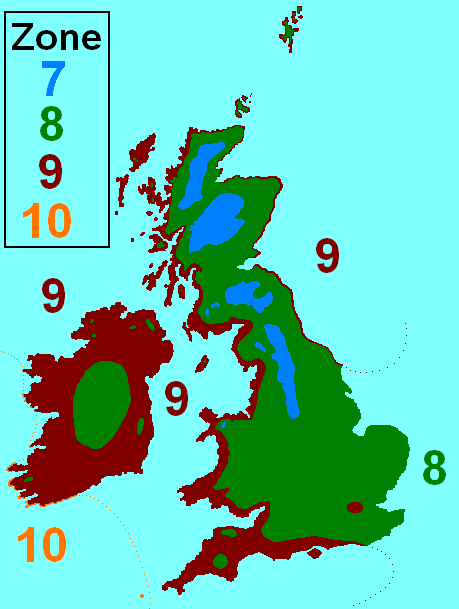
Zonele climatice de rezistență a plantelor la frig din Marea Britanie și Irlanda

Datorită efectului moderator al Curentul Atlanticului de Nord asupra climatului temperat maritim irlandez și britanic, Marea Britanie și Irlanda au ierni mai blânde decât le-ar permite altfel poziția lor nordică. Acest lucru înseamnă că zonele de rezistență relevante pentru Marea Britanie și Irlanda sunt destul de mari, de la 7 la 10, așa cum se arată mai jos.
- 7. În Scoția, Munții Grampieni, Highlands și local în zonele înalte de Sud, în Anglia Munții Apenini și în cea mai mare parte a Snowdoniei în Țara Galilor.
- 8. Cea mai mare parte a Angliei, Țara Galilor și Scoția, părți din centrul Irlandei, precum și Snaefell de pe Insula Man.
- 9. Cea mai mare parte de vest și sud a Angliei și Țării Galilor, Scoția de Vest, la fel si fasie foarte îngustă de pe coasta de est a Scoției și nord-est a Angliei (la 5 km de Marea Nordului), Londra, cea mai mare parte din Irlanda, și majoritatea Insulei Man .
- 10. Zonele foarte joase ale coastei de sud-vest a Irlandei și Insulele Scilly.

### Europa de Nord

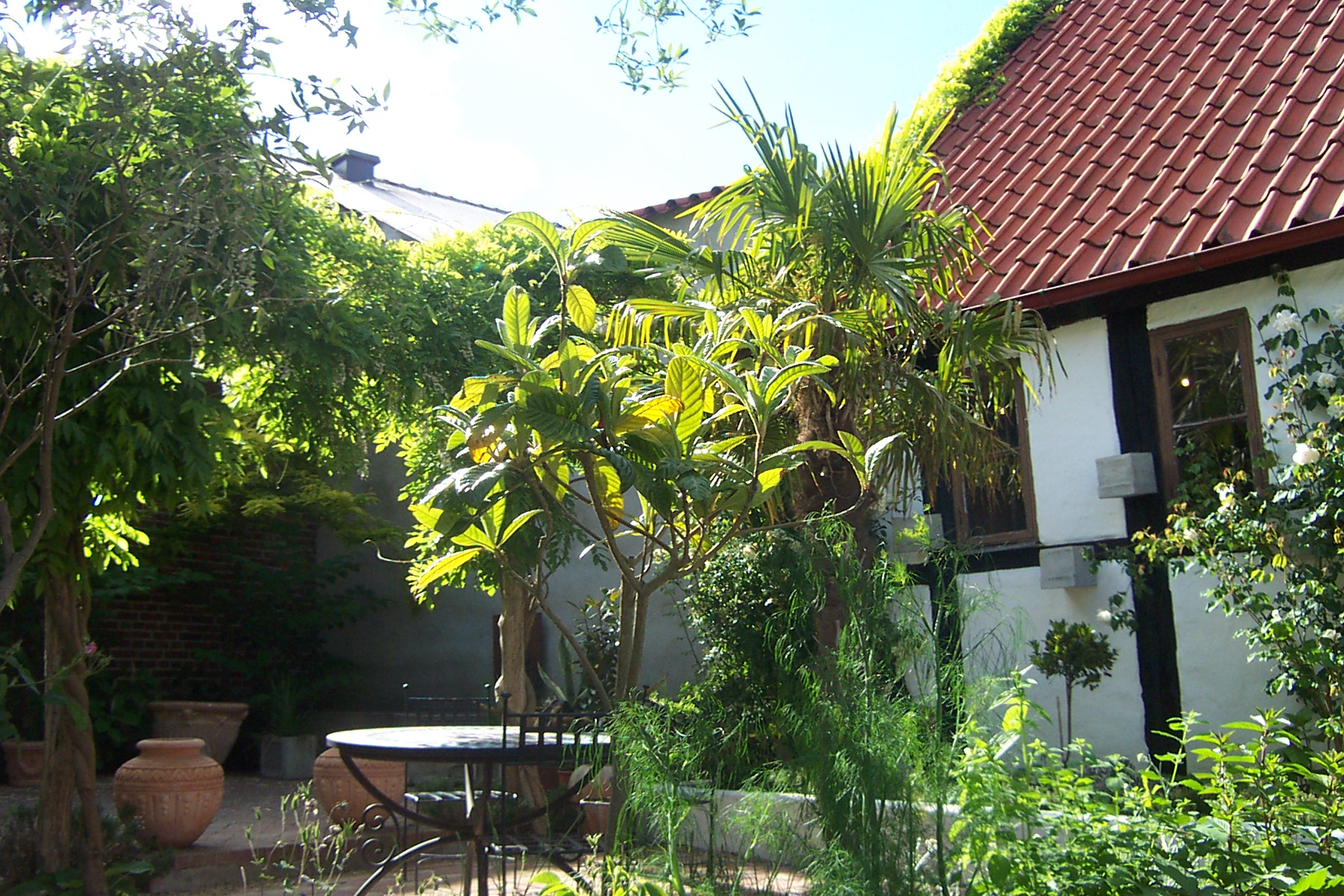
O grădină din Simrishamn, sudul Suediei.

Scandinavia se află la aceeași latitudine ca și Alaska sau Groenlanda, însă efectul cald al Curentului Atlanticului de Nord este chiar mai pronunțat aici decât în Marea Britanie și Irlanda. Cu excepția unui loc foarte mic aproape de Karasjok, Norvegia, ce se află în zona 2, nicăieri în partea Arctică a Scandinaviei nu se ajunge mai josde zona 3. Insulele Feroe, la 62-63 ° N se află în zona 8, la fel ca și Insulele Lofoten la 68 ° N. Tromsø, un oraș de coastă din Norvegia, la 70 ° N, este în zona 7, și chiar Longyearbyen, cel mai nordic oraș din lume, la 78 ° N, este încă în zona 5. Toate aceste locații de coastă au un lucru în comun, veri reci, umede, cu temperaturi ce rareori depășesc 20 ° C (68 ° F), sau 15 ° C (59 ° F) în Longyearbyen. Acest lucru demonstrează importanța de a lua în considerare zonele de căldură pentru o mai bună înțelegere a ceea ce poate sau nu poate crește.
În Suedia și Finlanda, în general, la nivelul mării până la 500 de metri altitudine (1.600 ft), zona 3 este la nord de Cercul Arctic, inclusiv în orașe precum Karesuando, Pajala și Rovaniemi. Kiruna este unica excepția aici, care, fiind situat pe un deal mai sus de terenurile înghețate, este în zona 5. Zona 4 se află între Cercul Arctic și aproximativ 64-65 ° N, cu orașe precum Oulu și Jokkmokk, zona 5 (în sud până la 61-62 ° N) conține orașe precum Tampere, Umeå și Östersund. Zona 6 acoperă sudul continental al Finlandei, Suedia, la nord de 60 ° N, și platoul ridicat Smaland mai la sud. Aici veți găsi orașe, cum ar fi Gävle, Örebro, Sundsvall și Helsinki. Insulele Åland, precum și cele de coastă din Sudul Suediei și zona Stockholmului sunt în zona 7. Coast de Vest a Suediei (Gothenburg și spre Sud) se bucură de ierni deosebit de blânde și se află în zona 7, de aceea e o zona  prietenoasă pentru unele specii exotice rezistente (ce pot fi gasite spre exemplu, în Grădina Botanică din Göteborg), coasta de sud-est a Suediei are o iarnă mai rece din cauza lipsei Curentului Golfului.

### Europa Centrală
Europa Centrală este un bun exemplu de tranziție de la climatul oceanic la cel continental ce poate fi observat imediat, atunci când ne uităm la zonele climatice de rezistență a plantelor la frig, care tind să scadă, în principal spre est în loc de nord. De asemenea, platourile și lanțurile de munti joși în această regiune au un impact semnificativ asupra intervalului de temperaturi scăzute la care s-ar putea ajunge în timpul iernii. În general, zonele climatice de rezistență a plantelor la frig sunt ridicate, având în vedere latitudinea regiunii, deși nu la fel de ridicate ca și în Insulele Shetland unde zonă 9 se extinde la peste 60° N. În Europa Centrală, zonele relevante scad din zona 8 de pe coasta belgiană, olandeză și germană a Mării Nordului, cu excepția câtorva dintre Insulele Frizone (în special Vlieland și Terschelling), insula Helgoland și unele dintre insule din estuarul Rin-Escaut, care sunt în zona 9, către zona 5 în jurul Suwałki și Voievodatul Podlasia la granița de est îndepărtată dintre Polonia și Lituania. Unele zone izolate la altitudini ridicate din Alpi și Carpați pot ajunge chiar până la zona 3 sau 4. Un exemplu extrem de rece este Funtensee, Bavaria care este cel puțin în zona 3 și poate chiar în zona 1 sau 2. Un alt exemplu notabil este Waksmund, un mic sat din Carpați  polonezi, care atinge în mod regulat temperatura de -35° C, în timpul iernii în nopțile calme când mase de aer rece și grele din jur de la Gorce și Munții Tatra coboară pe pârtii în această vale joasă, creând extreme, care pot fi de până la 10° C (18° F) mai reci decât cele din în apropierea Nowy Targ sau Białka Tatrzańska, care sunt ambele poziționate la altitudini mai mari. Waksmund este în zona 3b, în timp ce, în apropierea în Cracovia, la doar 80 km (50 mi) nord si cu 300 m (980 ft) mai jos este zona 6a. Aceste exemple dovedesc că topografia locală poate avea un efect pronunțat asupra temperaturii și, prin urmare, asupra a ceea ce poate crește într-o anumită regiune.

### Europa de Sud
Europa de Sud este in general mai caldă decît alte parți ale Europei, cu excepția munților, aceasta aparține zonelor 8-10, deși sudul Balcanilor (Serbia și estul Bulgariei) sunt mai degraba reci iarna fiind în zonele 6-7. Coasta Dalmată, Albania și nordul Greciei sunt în zonele 8-9, la fel ca și zona central-nordică a Italiei (dealurile si unele locuri reci în Câmpia Padului sunt însă mai reci) și sudul Franței; zona centrală a Iberiei este in zonele 8-9 (unele zone sunt ușor mai reci). Coasta atlantică spaniolă și portugheză, cea mai mare parte a Andaluziei și Murcia, aproape toată Comunitatea Valenciană, o parte din Catalonia, Insulele Baleare, sud-vestul Sardiniei, cea mai mare parte din Sicilia, sudul Italiei și din coastă sud-vestică a Greciei sunt în zona de 10, insulele Malta, Lampedusa și zona de sud a Spaniei (Malaga, Cadiz, Granada, unde există efectiv culturi de mango și avocado) aparțin zonei 11a.
Insulele Canare, Spania au un climat subtropical/ tropical. Exiztă zone care aparțin nivelului 12a și chiar 12b. De exemplu, în partea de sud a insulei Gran Canaria, palmierul Cocos nucifera (cocotier) crește foarte bine și produce nuci de cocos.

### Orașe europene
Tabelul de mai jos furnizează date despre zonele climatice de rezistență a plantelor la frig pentru unele orașe europene (ce se bazează pe date climatologice):
| Oraș                            | Zonă | Oraș                     | Zonă |  |
| ------------------------------- | ---- | ------------------------ | ---- |  |
| Alicante, Spania                | 10b  | Almeria, Spania          | 11a  |  |
| Amsterdam, Olanda               | 8b   | Antwerp, Belgia          | 8    |  |
| Auxerre, Franța                 | 8a   | Barcelona, Spania        | 10a  |  |
| Belfast, Irlanda de Nord        | 9    | Berlin, Germania         | 7b   |  |
| Bratislava, Slovacia            | 7b   | București, România       | 6b   |  |
| Cardiff, Țara Galilor           | 9    | Catania, Italia          | 10   |  |
| Belgrad, Serbia                 | 8a   | Copenhaga, Danemarca     | 8a   |  |
| Dublin, Irlanda                 | 9a   | Düsseldorf, Germania     | 8    |  |
| Edinburgh, Scoția               | 8b   | Gdańsk, Polonia          | 7    |  |
| Glasgow, Scoția                 | 8b   | Hamburg, Germania        | 8a   |  |
| Helsinki, Finlanda              | 6a   | Istanbul, Turcia         | 8b   |  |
| Kaliningrad, Rusia              | 6    | Kiev, Ucraina            | 6b   |  |
| Kraków, Polonia                 | 6    | Lisabona, Portugalia     | 10b  |  |
| Las Palmas, Spania              | 12b  | La Coruña, Spania        | 10b  |  |
| Ljubljana, Slovenia             | 7    | Londra, Anglia           | 9a   |  |
| Madrid, Spania                  | 9a   | Málaga, Spania           | 11a  |  |
| Marseille, Franța               | 9a   | Milan, Italia            | 8b   |  |
| Minsk, Belarusia                | 6а   | Moscova, Rusia           | 5b   |  |
| München, Germania               | 7b   | Murmansk, Rusia          | 5    |  |
| Nicosia, Cipru                  | 10a  | Oslo, Norvegia           | 6a   |  |
| Simferopol, Ucraina             | 7a   | Palma, Spania            | 10a  |  |
| Paris, Franța                   | 8b   | Poznań, Polania          | 7a   |  |
| Praga, Republica Cehă           | 7a   | Reykjavík, Islanda       | 8a   |  |
| Riga, Latvia                    | 6a   | Roma, Italia             | 9b   |  |
| Rovaniemi, Finlanda             | 4    | Sankt Petersburg, Rusia  | 5a   |  |
| Sarajevo, Bosnia și Herțegovina | 7b   | Santander, Spania        | 10a  |  |
| Simrishamn, Suedia              | 8a   | Soci, Rusia              | 9    |  |
| Sofia, Bulgaria                 | 7a   | Stockholm, Suedia        | 6b   |  |
| Strasbourg, Franța              | 7    | Tallinn, Estonia         | 6b   |  |
| Tuapse, Russia                  | 8    | Tórshavn, Insulele Faroe | 7-8  |  |
| Tromsø, Norvegia                | 7    | Trondheim, Norvegia      | 6    |  |
| Umeå, Suedia                    | 5    | Valencia, Spania         | 10b  |  |
| Valletta, Malta                 | 11a  | Viena, Austria           | 8a   |  |
| Vilnius, Lituania               | 5    | Vorkuta, Rusia           | 2    |  |
| Varșovia, Polonia               | 6b   | Wroclaw, Polonia         | 7a   |  |
| Zürich, Elveția                 | 8a   | Zaragoza, Spania         | 8b   |  |

## Legături externe
- Zonele climatice de rezistenta a plantelor la frig
- Hardiness Zone maps for several continents Arhivat în 7 mai 2006, la Wayback Machine.
- Interactive USDA Plant Hardiness Zone Map Arhivat în 9 februarie 2014, la Wayback Machine.
- Interactive Google Maps USDA Plant Hardiness Zone Map
- Sunset Magazine Garden Climate Zone Map
- American Horticultural Society Heat Zone Map
- Freeze/Frost data from NOAA
- Data on plant hardiness in Ireland Arhivat în 21 iulie 2011, la Wayback Machine.
- Plant Hardiness Data (Canada)
- Selecting the Best Plants for Your Zone Arhivat în 13 august 2009, la Wayback Machine.
- Information on USDA Hardiness Zones and AHS Heat Zones for many areas around the world Arhivat în 2 noiembrie 2011, la Wayback Machine.
- Plant Hardiness Zones of Canada - Interactive Map Arhivat în 17 iulie 2009, la Wayback Machine.